# ساسوكي أوتشيها
ساسكي أوتشيها (うちはサスケ أوتشيها ساسكي) أو ساسوكي أوتشيها (في النسخة العربية) هو الشخصية الرئيسية الثانية من مسلسل ناروتو لمؤلفه ماساشي كيشيموتو. أتى اسم ساسكي من الشخصية اليابانية الأسطورية ساروتوبي ساسكي أما أوتشيها والتي لها لفظ آخر هو أوتشيوا فتعني المروحة الورقية ومن هنا جاء شعار عشيرة الأوتشيها. في اليابان استعملت الأوتشيوا (المروحة) في المحاكم كدلالة على طبقة النبلاء، واستخدمت أيضاً لحماية الجنود من السهام. والأكثر أهمية أنها تستخدم لجعل النيران أكثر حرارة وشدة تلميحاً لمقدرة أوتشيها على استخدام عنصر النار.
في نسخة يونيو من العام 2006 في  مجلة شونين جمب  لمح الكاتب إلى أنه على الرغم من أن ساسكي عبقري، إلا أنه كسول نوعا ما في التعليم لأنه يتعلم كل شيء بسهولة، مقارنة مع ناروتو الذي لا يمكن التنبؤ به.
وكذلك في تصنيف  مجلة شونين جمب  للشخصيات الأكثر شعبية احتل ساسكي المرتبة الثانية، لكن مؤخرا صنف كالشخصية الأولى.

## الخلفية
ساسوكي جينين عبقري من قبيلة أوتشيها، إحدى القبائل الأكثر بروزاً في قرية كونوها، التي عرفت بالشارينجان واستخدامها لعنصر النار الذي عرفت به دولتهم دولة النار. وساسوكي يجيد استخدام عنصر النار مثل أغلب أفراد قبيلته، التي شكلت قوة مركز شرطة قرية كونوها. وهو الناجي الوحيد المعروف من قبيلته بالإضافة إلى إيتاتشي واوتشيها أوبيتو الذي ساعد إيتاتشي في إبادة قبيلة أوتشيها لأنها أرادت الانقلاب على القرية وكما أن ساسوكي في ناروتو شيبودن (الموسم الثاني) قد استطاع ساسوكي إتقان كثير من العناصر في القتال كعنصر النار وعنصر البرق.
كما أنه قد حاز على اهتمام أوروتشيمارو لذلك قام بتدريبه للاستحواذ على جسده ولكن قوة ساسوكي وضعف جسد أوروتشيمارو حالت دون حصوله على جسده.
وأيضاً بخلاصة الأمر يقوم ساسوكي بقتل اورتشيمارو الذي كان مريضا، ويمكن مشاهده الأمر في شيبودن ويتغلب على شخصيات قوية في المسلسل
وسيبقى ساسوكي محاولا الانتقام من أخيه ايتاشي وفي الأخير ستكون هناك معركه قاسيه تحدث بين ايتاشي وساسوكي، وبعد موت إيتاشي سيعرف ساسوكي الحقيقة من أوبيتو. و أثناء حرب النينجا سيعيد كابوتو إحياء إيتاشي وسيلتقي به ساسوكي وسيواجهان كابوتو الذي عبر بداخله أوروتشيمارو

## الطفولة المبكرة

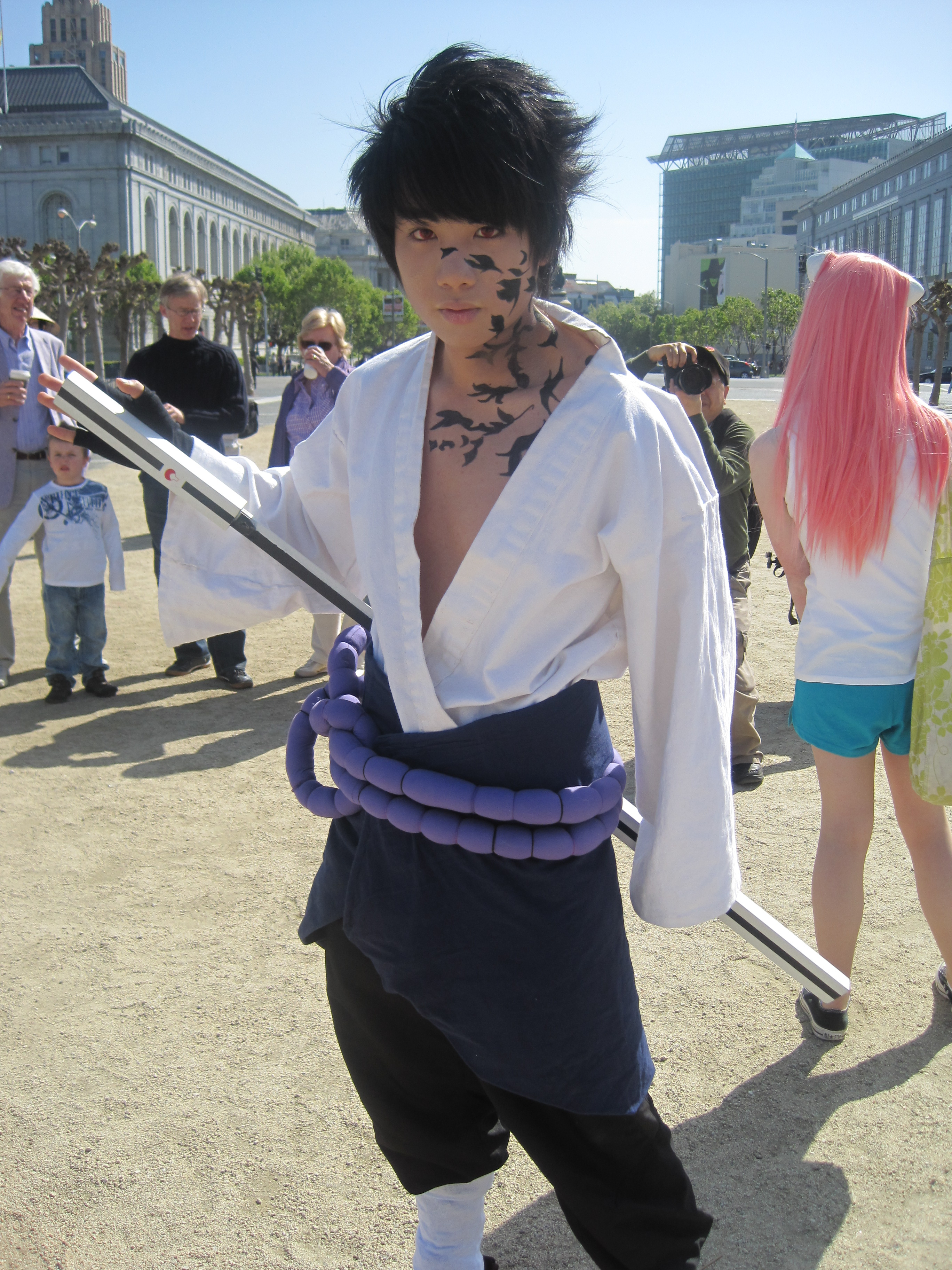
مصمم الأزياء التنكرية في زي ساسكي أوتشيها في مهرجان أزهار الكرز بشمال كاليفورنيا لعام 2010

الابن الثاني لرئيس شرطة كونوها. ساسكي كبر في ظل أخيه إيتاتشي، إيتاتشي كان أعجوبة معترفة في القرية فقد تخرج بأعلى العلامات من صفوف الأكاديمية في السابعة من عمره، وأتقن الشارينجان في الثامنة، أصبح شونين في العاشرة وانضم إلى الأنبو في سن الثالثة عشرة، نتيجة لهذا أخذت عشيرة أوتشيها فخرا كبيرا به ونظرت له كعبقري يعمل على تقوية الروابط بين القرية كونوها والعشيرة أوتشيها، وأخذ والده يهتم اهتماما كبيرا به ومن ناحية أخرى كان إيتاتشي متناقضا ومليئا بالتيارات التحتية المتناقضة بغرابة، لكنه أخذ بالاهتمام بأخيه ساسكي وبتقدمه كنينجا في حين أن والده حتى لم يقض وقتاً مع ساسكي، حتى بعد دخول ساسكي للأكاديمية ما زال غير قادر على الهروب من ظل إيتاتشي على الرغم من أنه يحرز العلامات الأعلى على رأس كل الصفوف وبثبات، أخفق في اجتذاب أي اهتمام من أبيه الذي عرّف نجاحه فقط من ناحية أخيه الأكبر سناً، لاحظ إيتاتشي التنافس عند أخيه فقال له:
نحن أشقاء فريدين.. أنا الحاجز الذي يجب أن تتخطاه ولهذا سنواصل البقاء (أو العيش) سوية.
بعد حادثة بين إيتاتشي وبعض أفراد أوتشيها بدأت علاقة إيتاتشي ووالده بالتدهور. وسلوك إيتاتشي أصبح غريباً جداً وبدأ يجافي كل عشيرة أوتشيها. وأثناء هذا أبو ساسكي (على نزوة) قرر قضاء بعض الوقت مع ابنه ساسكي يعلمه تقنية كرة النار العظيمة.
كان عمر ساسكي 6 سنوات، ونجح ساسكي فيها مما فاجأ والده الذي أقر أخيرا بساسكي وقال له أن أوتشيها يعتبرون إتقان تلك الحركة دليلاً على أن الشخص أصبح بالغاً، وقال إنه بإمكان ساسكي الآن ارتداء شعار أوتشيها بفخر، وأتبع كلامه بتحذير صارم قائلا: (لا تتبع خطوات إيتاتشي)
بعد ذلك بقليل قتل إيتاتشي كل أوتشيها باستثناء ساسكي وقال: أنت لا تستحق القتل حتى، لقد أردت أن تتفوق علي لهذا سأتركك حيا، من أجلي أنا.
كما دل أخاه على مكان لقاء أوتشيها السري واقترح عليه الذهاب إلى هناك ومعرفة الهدف الأصلي من الشارينجان، وكذلك تاريخ أوتشيها الحقيقي.
انهار ساسكي واستيقظ في مستشفى كونوها ليسمع البعض يتحدثون عن تدمير عشيرته، فخرج من المشفى مسرعا وعاد للقرية يتجول فيها متذكرا لحظاته السعيدة فيها، إلى أن وصل للبقعة التي قتل فيها والداه وسرعان ما بدأ بالبكاء.
واتجه للمعبد الذي دله عليه إيتاتشي، وأيا كان ما قرأه هناك فإنه على ما يبدو قد أقسى قلب ساسكي، ومن تلك النقطة تكرست حياة ساسكي للانتقام من أخيه.
ناروتو، ساسكي وساكورا يجبرون على التعاون ضد رغبتهم عندما أصبحوا أعضاء في الفريق السابع الذي كوّن بعد تخرجهم من الأكاديمية. ناروتو في البداية كان لديه تنافس أحادي الجانب مع ساسكي، لأن ناروتو قضى حياته كاملة مجتنبا من الآخرين، ولهذا لديه رغبة قوية بأن يكون مثل ساسكي ذو الشعبية وما يزيد الأمر سوء أن ساكورا ترمي ساسكي بنظرات الإعجاب، بينما ناروتو يحبها في الحقيقة.

## عين الشارينغان

المراحل التي تمر بها الشرينجان

مرت عين ساسكي بتطورات كثيرة والأقوى كانت بعد قتله لأخيه واكتشافه بأن الأمر كان خدعة مدبرة من كبار القرية والمستشارين فيها، واستطاع امتلاك المانجيكيو شارنغان والان استطاعة امتلاك المانجيكو شارنغان الابدية بعد ما أضاف له توبي وما يعرف مؤخرا بـــ (أوتشيها أوبيتو) عين إيتاشي.

## ختم اللعنة
يمر ختم اللعنة الذي اكتسبه ساسكي من اروتشيماروا بمراحل وهي :
1. تكون بداية الهلاك ويصبح السجين متعطش للدماء.
2. يكون أقوى عشر أضعاف على قوته الحقيقة.
3. قد يفقد الشخص جسمه إلى الأبد.

وكما أنه في ذلك الوقت لا يفرق بين صديق أو عدو
ولكن ساسكي في شيبودن يتخلص من خاتم المورثات عن طريق مقاتله أخيه ايتاشي حيث يستخدم ايتاشي سيفا أسطوريا لسحب أوروتشيمارو مع ختمته الملعونة وختمها باستخدام هذا السيف.

## وصلات خارجية
- ساسوكي أوتشيها على موقع ميوزك برينز (الإنجليزية)
- ساسوكي أوتشيها في موسوعة ناروتو